# 풍기 (기)
풍기(風旗)는 조선시대에 풍향(바람의 방향)과 풍속(바람의 강도)을 관측하기 위해 사용된 깃발이다. 깃대 끝에는 좁고 긴 깃발을 매어 그 날리는 방향으로 풍향을 재고 나부끼는 정도로 바람의 세기를 알아냈다. 조선시대의 농업기상학의 발전을 실증하는 자료이다.

## 역사
이익은 그의 저서 《성호사설》 오량팔량이라는 대목에서 풍기(風旗)를 다음과 같이 설명하였다.
| “ | 원판 위에 설치한 동 혹은 나무로 만든 까마귀가, 바람이 불면 머리가 바람의 방향을 향하고 입에 문 꽃잎이 돌아가는데, 이는 민간에서 아이들이 가지고 노는 바람개비와 비슷하다. | ” |

이 풍기에 설치한 까마귀의 머리방향을 보고 풍향을 알고 꽃잎의 회전속도에 의하여 바람의 세기를 짐작하였던 것으로 보인다. 이렇듯 풍기(風旗)는 바람의 방향과 세기를 동시에 측정할 수 있는 풍신기와 풍력계를 겸한 측정기구였다. 또한 《증보문헌비고(增補文獻備考)》에도 풍기에 관한 간단한 기록이 있다. 즉 조선 후기에 궁궐에 돌로 만든 풍기대를 설치하고 거기에 풍기죽을 꽂아 바람을 측정하였다는 것이다. 〈동궐도(東闕圖)〉에는 화강석 풍기대 그림이 있어 문헌의 기록을 뒷받침하고 있다.
이런 기록들은 조선 전기부터 풍향과 풍력을 측정하였고, 이후 영조 때에 더 개량되었던 사실을 단적으로 보여준다. 이처럼 전통사회에서 강우량 측정과 바람 측정에 관심이 높았던 것은 농작물의 성장과 바람이 밀접한 관계를 지니기 때문이다.
강희맹이 저술한 《금양잡록(衿陽雜錄)》의 다음과 같은 내용은 당시 바람의 관찰에 관심이 컸음을 짐작하게 한다.
| “ | 바다를 거쳐 불어오는 바람은 따뜻해서 쉽게 구름과 비가 되어 식물을 자라게 한다. 반면 산을 넘어 불어오는 바람은 차므로 식물에 해를 끼친다. | ” |

한편, 바람은 농업뿐만 아니라 어업과 선운(船運)에도 지대한 영향을 미쳤다. 이익의 《성호사설》에 해안포구와 배에도 풍기를 설치하고 그것으로 조세미 운반선의 안전을 보장하였다는 기록이 보이고, 박지원의 《연암집》에도 해상에서 풍기를 이용하였다는 기록이 보인다. 특히 《풍운기》에 바람과 특히 바람에 의한 피해를 비교적 상세하게 기록한 점은, 조선전기부터 바람 측정에 비상한 관심을 기울였음을 알게 한다.
이런 전통사회의 바람에 관한 관찰과 관심을 상징적으로 보여주는 유물이 바로 경복궁 풍기대와 창경궁 풍기대이다.

## 같이 보기
- 경복궁풍기대(景福宮風旗臺)
- 창경궁풍기대(昌慶宮風旗臺)
- 바람자루

## 참고 자료
본 문서에는 서울특별시에서 지식공유 프로젝트를 통해 퍼블릭 도메인으로 공개한 저작물을 기초로 작성된 내용이 포함되어 있습니다.